# Ждун
Ждун, або почекун (офіційна назва: Homunculus loxodontus — від слів «гомункул» та «loxodonta») — скульптура нідерландської художниці Маргріт ван Бреефорт, створена 2016 року для Лейденського університету (Нідерланди). Встановлена перед дитячою лікарнею в Лейдені.

## Опис

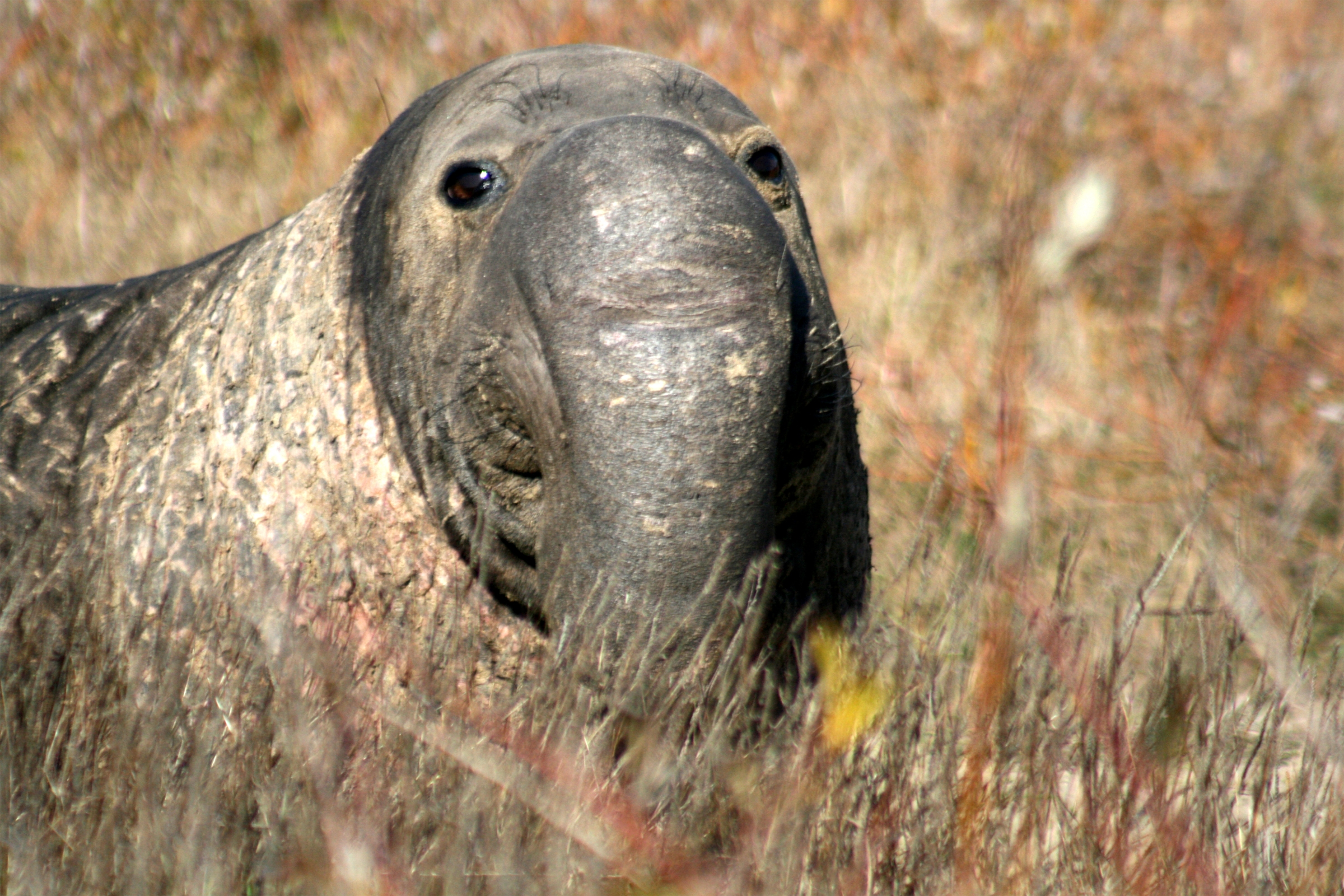
Голова морського слона

За задумом автора «Почекун» — це «моторошна і незвичайна суміш людини із північним морським слоном і величезною личинкою комахи, без ніг, зате з людськими руками й безліччю складок, яка, здається, відображає сувору дійсність будь-якої події, що відбувається в нашому, не надто райдужному, житті».
Творіння присвячене пацієнтам, які довго очікують на прийом до лікаря. За словами скульптора, вона надихалася людьми, що сидять у черзі до лікаря, і залами очікування.
Оригінальна скульптура встановлена у медичному центрі Лейденського університету.

## Створення

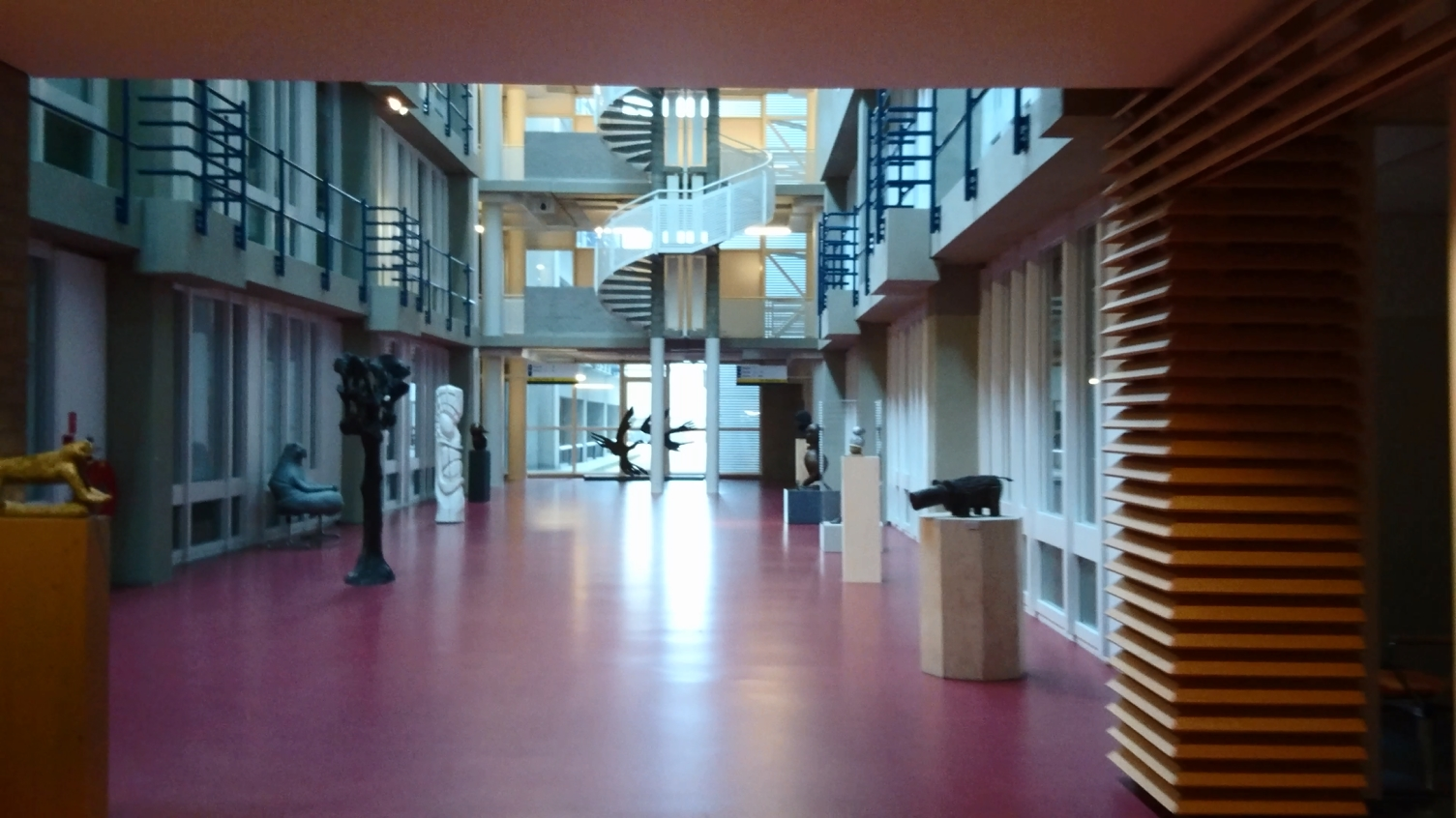
Приміщення, де сидить Ждун

Лікарня при Лейденському університеті виділила Маргріт ван Бреефорт грант на створення скульптури для щорічного конкурсу, проведеного фондом «Скульптури в Лейдені». Темою конкурсу 2016 року були біологічні науки.
Художниця довго роздумувала над тематикою майбутньої скульптури, позаяк вона не хотіла зображувати щось пов'язане з медициною або хворобами. Натомість Маргріт звернула увагу на людей, які сидять у черзі до лікаря в очікуванні діагнозу, і вирішила присвятити свою скульптуру пацієнтам. За словами Маргріт, своєю скульптурою вона хотіла показати, що «пацієнти просто мають ждати своєї долі з надією на краще». Крім того, художник поставила перед собою завдання зробити цього пацієнта привабливим і милим, щоб із ним було комфортно і він міг би змусити сміятись.
За словами автора, «мій персонаж — свого роду невдалий експеримент, він чекає і сподівається на те, аби стати кращим. Він немов великий милий клубок плоті, який хочеться обійняти». Скульптура створена з пластику й епоксидної смоли, які при змішуванні утворюють речовину, що нагадує глину — на дотик вона тверда і шорстка.

## Популярність в Україні

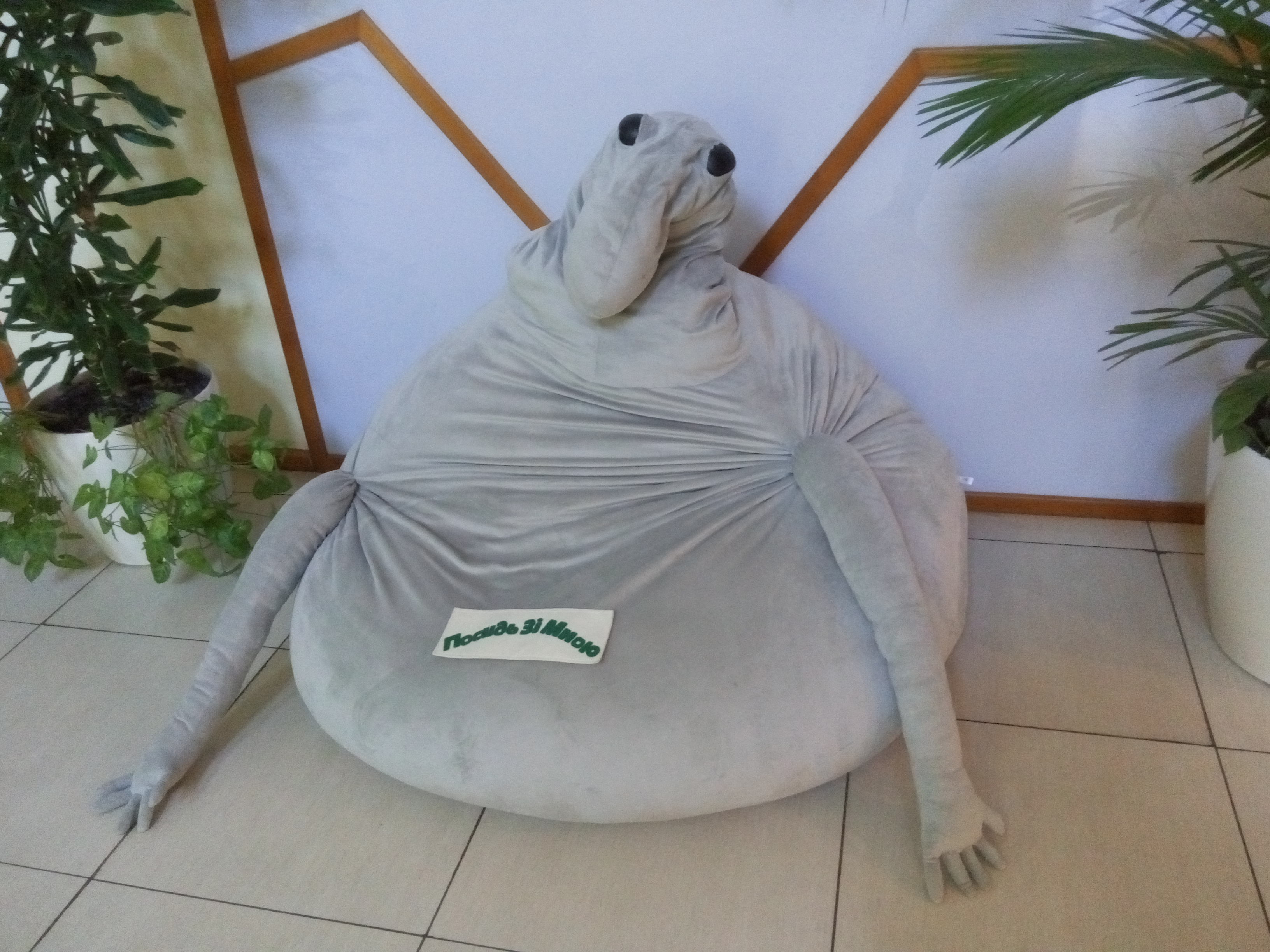
Почекун чекає у клініці «Оберіг»

- У січні 2017 року скульптура стала популярним мемом в Україні[10].
- У лютому 2017 року міський голова Дніпра Борис Філатов почав переговори з авторкою скульптури Маргріт ван Бреефорт щодо встановлення пам'ятника Почекуна в Дніпрі[11]. Скульптуру планувалося встановити поблизу міської адміністрації. Друга у світі скульптура Почекуна має бути виготовлена з бетону і мати висоту близько двох метрів[12].
- Харківська влада відмовилася обговорювати встановлення Почекуна замість Леніна[13].
- 24 лютого 2017 року народний депутат України Борислав Береза приніс до сесійної зали Верховної Ради ляльку «Почекуна», яку перед початком засідання та виступами членів Кабінету міністрів поставив на парламентську трибуну[14]. Депутат назвав Почекуна символом очікувань українського суспільства[15].
- У червні 2017 скульптуру Почекуна було встановлено в Рівному[16].
- Після початку повномасштабного російського вторгнення в Україну слово «ждун» з інтернет-мему 2017 року поширилося в публікаціях про жителів тимчасово окупованих і деокупованих територій як в українському, так і в російському медіапросторах. Під ждунами часто розуміють зрадників — людей, що залишаються на території під контролем однієї сторони, але чекають на прихід другої[17][18].

## Факти
У 2016 році вражаюча робота стала пам'яткою Лейдена, яку найбільше фотографують.